# Hygrochroa mehida
Hygrochroa mehida är en fjärilsart som beskrevs av Druce 1904. Hygrochroa mehida ingår i släktet Hygrochroa och familjen silkesspinnare. Inga underarter finns listade i Catalogue of Life.